# Heinrich Zeise
Heinrich Zeise, né le 28 mars 1718 à Hadersleben et mort le 16 mars 1794 à Altona, est un pasteur protestant allemand.

## Biographie
Heinrich Zeise est issu de la famille Zeise. Il est le fils du pharmacien Carl Christian Zeise (né le 3 décembre 1685 à Copenhague est inhumé le 22 septembre 1756 à Hadersleben) et de son épouse Salome, née Helms (née en octobre 1701 à Hadersleben et morte le 1er mars 1781). Le grand-père maternel est le pharmacien d'Hadersleben Heinrich Helms.
Zeise souhaite devenir pharmacien à l'instar de son père. Cependant, le père décide que son fils devait faire une profession spirituelle. Zeise étudie donc à l'école d'érudits de Hadersleben et commence à étudier la théologie à l'Université d'Iéna au cours du semestre d'été 1736. Là, il assiste surtout à des conférences de l'orthodoxe modéré Johann Georg Walch. En 1740, il retourne chez ses parents à Hadersleben, où le pasteur et prophète piétiste Johannes Tychsen (1688-1750) a une grande influence sur lui.
En 1741, Zeise passe l'examen officiel à Tychsen. Puis il s'installe à Copenhague et prêche des sermons allemands et danois. Les membres influents du clergé apprécient sa personnalité et auraient pu facilement l'aider à prêcher. Zeise lui-même dit qu'il ne veut jamais demander de tels postes. En 1742, il retourne à Hadersleben. Cependant, en 1743, Zeise répond à un appel du comte Frederick Conrad von Holstein-Holsteinborg à Holsteinborg. Deux ans plus tard, il s'installe à Broacker comme adjoint au prévôt Johannes Harboe (1681-1752). Tous deux entrent en conflit peu de temps après. Zeise retourne ensuite vivre dans la maison de son père à Hadersleben. En 1746, il se rend comme prédicateur l'après-midi au St.-Johannis-Kloster près de Schleswig, où il tombe gravement malade. Comme il se doute qu'il ne vivrait que peu de temps, il veut travailler comme secrétaire de Jeremias Friedrich Reuß (en) jusqu'à sa mort. Reuß lui conseille de continuer à prêcher et lui offre un poste de prêtre. Zeise refuse à cause de ses problèmes de santé.
Le comte Christian Detlev Reventlow (1704-1750), patron de l'Altonaer Heiliggeistkirche, connait Zeise de ses sermons à Schleswig. Zeise suit l'appel de Reventlow de 1748 à l'adjoint du pasteur Michael Hirschfeld (1677-1757) seulement deux ans plus tard pour tenir compte des adjectifs précédents. En 1757, Zeise suit Hirschfeld comme pasteur de l'église.
À Altona, Zeise s'occupe d'une petite communauté, qui comprend les habitants de l'hospice et quelques familles d'artisans vivant dans le cimetière de l'église. Il devient rapidement un prédicateur bien connu et reçoit la visite de gens de Hambourg et des environs. Zeise se rend compte que ses auditeurs sont plus à même de recevoir des sermons en bas allemand qu'en haut allemand. C'est pourquoi il tient des parties de ses sermons, qu'il veut particulièrement rapprocher de ses visiteurs de culte, en bas-allemand, ce qui provoque une énorme sensation. La majorité des théologiens de son temps apprécient positivement cette forme de sermon, bien qu'on se moque aussi souvent de Zeise.
Zeise est considéré comme une personne modeste qui est satisfaite de son poste mal rémunéré et qui refuse toujours d'accepter des postes plus prestigieux qui lui sont offerts. Ses sermons paraissent rarement sous forme imprimée, malgré les demandes de ses auditeurs. Il rejette les suggestions des mécènes qui veulent lui faire don d'une église plus grande. Il ne s'autorise qu'une grande bibliothèque où l'on peut trouver de la littérature théologique, mathématique et scientifique. Depuis son séjour à Holsteinborg, il collectionne la littérature. Avec l'argent de sa seconde épouse, il agrandit le domaine à une plus grande échelle. A la fin de sa vie, sa collection atteint 7500 œuvres.

### Famille
Zeise épouse Christina Johanna Bolten le 1er juin 1752 à Altona (née le 25 novembre 1725 à Altona). Son père est le théologien Johannes Bolten, marié à Anna Gertrud, née Biester (1686-1764). La première femme de Zeise, avec qui il a une fille, meurt à Altona l'année suivant le mariage, le 26 juillet 1753.
En avril 1755, Zeise épouse Margarethe Elisabeth Wiese (née le 6 janvier 1729 à Hambourg et morte le 27 mars 1797). Son père Peter Theodor Wiese (1701-1771) a travaillé comme avocat à Hambourg. De ce mariage, le couple a huit filles et quatre fils.